# Erich Benjamin
Erich Benjamin (* 23. März 1880 in Berlin; † 22. April 1943 in Baltimore, USA, vollständiger Name Moritz Walter Erich Benjamin) war ein deutscher Kinderarzt, Heilpädagoge und Begründer der Kinder- und Jugendpsychiatrie.

## Leben und Wirken
Er war das vierte von fünf Kindern des wohlhabenden jüdischen Bankiers Max Benjamin und seiner Ehefrau Therese (genannt Amchen), geb. Marcussohn; sein ältester Bruder war der spätere Gymnasiallehrer Conrad Benjamin (1869–1940). In seiner Geburtsstadt besuchte Erich Benjamin von 1887 bis 1899 das Königliche Wilhelms-Gymnasium und studierte nach dem Abitur Medizin an den Universitäten von Heidelberg und Berlin. Im November 1905 promovierte Erich Benjamin in Leipzig zum Doktor der Medizin. Das Thema seiner Dissertation lautete: Die Beziehungen der Milz zu den Lymphocyten des kindlichen Blutes. Folgend arbeitete der junge Mediziner als Volontärassistent an der Wiener Universitäts-Kinderklinik, dann in Berlin und in Düsseldorf. 1908 wurde Erich Benjamin Assistent an der Universitäts-Kinderklinik in München. Ein Jahr später heiratete er seine Schwägerin Elisabeth (genannt Lili), geborene Haas, geschiedene Ehefrau seines älteren Bruders Conrad. Lili Haas entstammte einer alteingesessenen und wohlhabenden jüdischen Familie aus Frankfurt. Sie hatte mit ihrem ersten Ehemann vier Kinder. Aus der Ehe von Erich und Lili Benjamin, die konvertierte und eine überzeugte Katholikin wurde, ging ein Kind hervor, die Tochter Renate.
1914 habilitierte sich Erich Benjamin in München. Seine Habilitationsschrift Der Eiweißnährschaden des Säuglings wurde heftig diskutiert, da sie sich mit dem damals brisanten Thema der künstlichen Säuglingsernährung befasste. In den folgenden Jahren machte er sich auch einen Namen als Fachpublizist auf dem Gebiet der „klassischen“ Pädiatrie und Hämatologie.

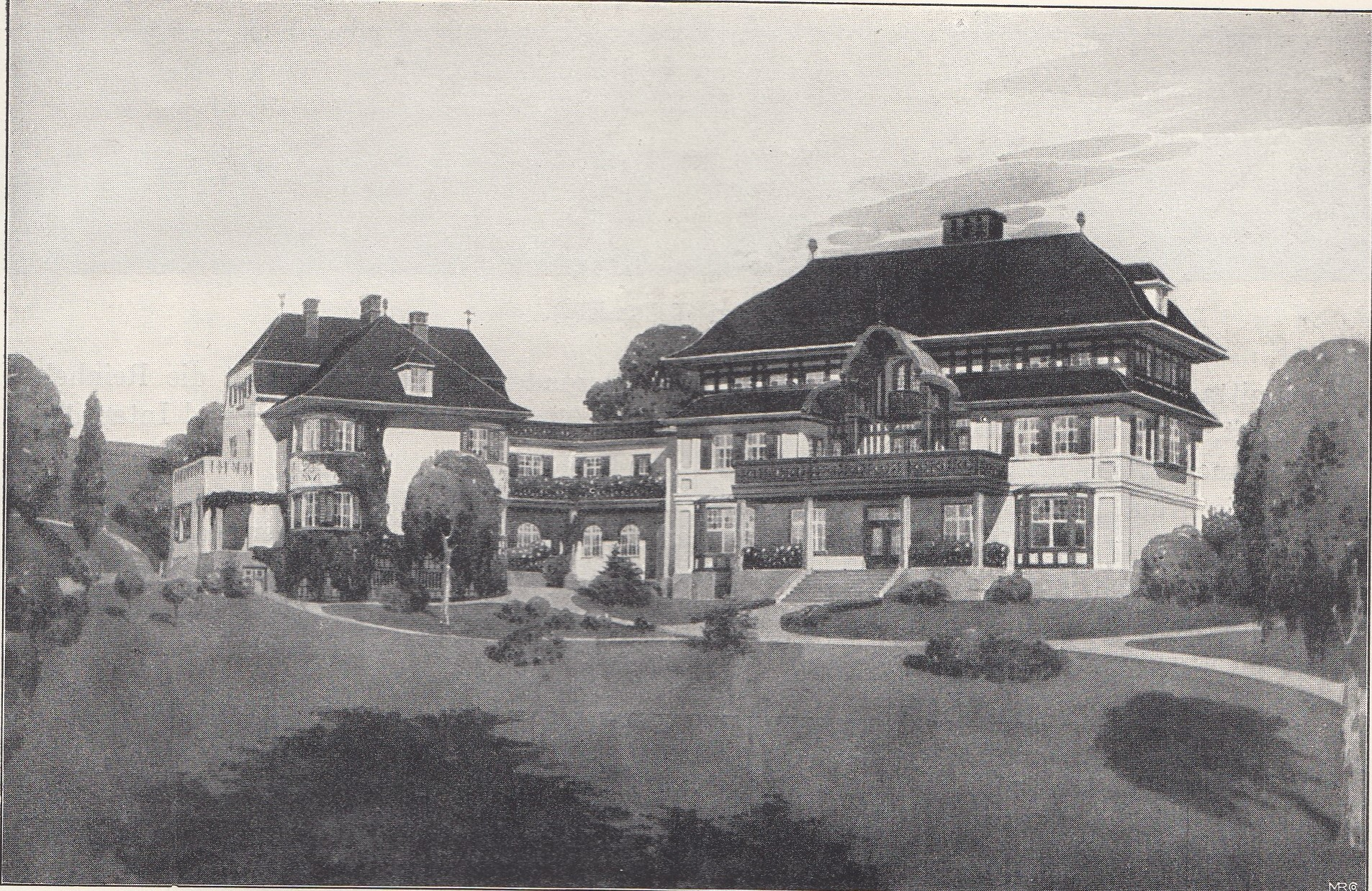
Kindersanatorium Zell bei Ebenhausen, archiviert im Ida-Seele-Archiv

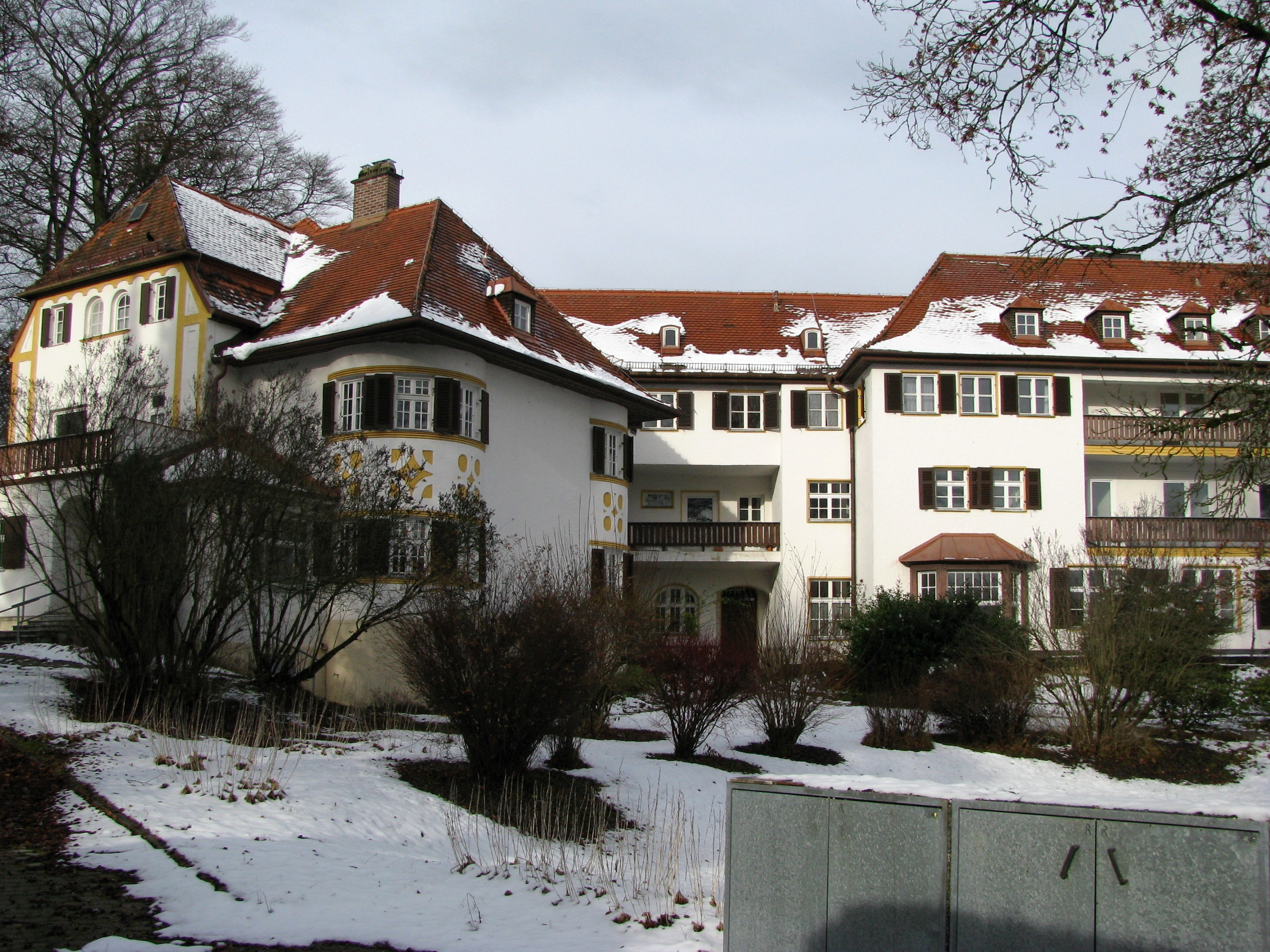
Ehem. Kindersanatorium Zell

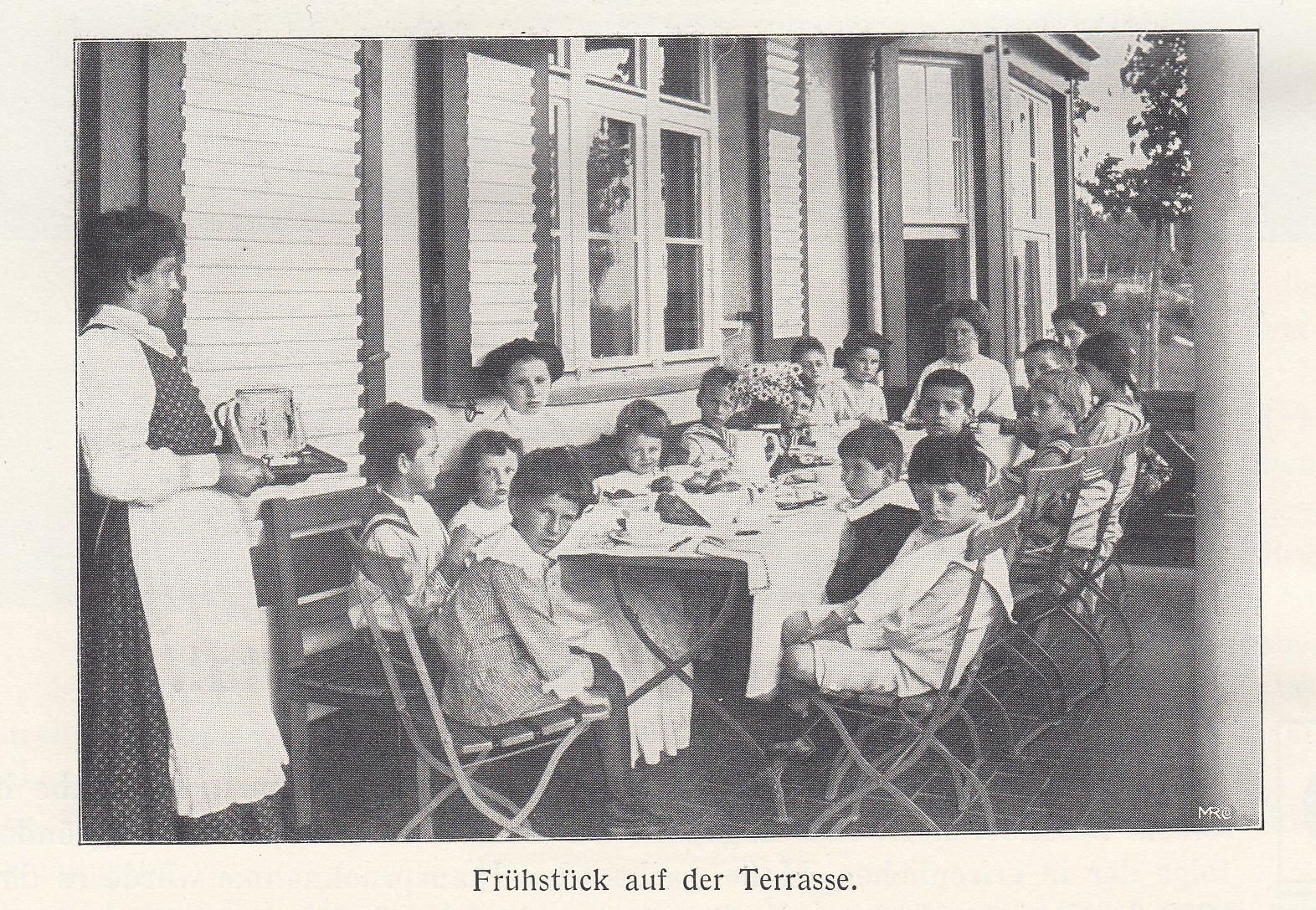
Frühstück auf der Sanatoriumsterrasse, archiviert im Ida-Seele-Archiv

Anfang 1914 wurde der Mediziner in den Krieg eingezogen und diente bis Ende 1916 als Bataillonsarzt an der Westfront. Nach seinem Abzug von der Front übernahm er die Leitung der Kinderpoliklinik der Universität München. Nach einer kurzzeitigen Niederlassung als Kinderarzt in München erwarb Erich Benjamin 1921 das Kindersanatorium Zell in Ebenhausen (im Isartal) mit großem Grundbesitz und Privatvilla. Die Einrichtung wurde 1910 von dem Kinderarzt Dr. Spielberg erbaut und geleitet. Benjamin leitete das Kindersanatorium  bis 1935. Er spezialisierte sich immer mehr auf verhaltensgestörte, nervöse und neurotische Kinder, ihre Prophylaxe, Früherfassung und Therapie. Damit verbunden war seine erzieherische wie wissenschaftliche Hinwendung zur Heilpädagogik:

„Seine Bedeutung für die Heilpädagogik mag darin liegen, daß er wohl als erster Verständnis für die kindliche Neurose brachte. Bis zu seiner Zeit wurde man 'fachmännisch' dem schwierigen Kinde nur über die Psychiatrie und Psychopathologie Herr Benjamin leuchtete in die Trotzperiode hinein, fand Erklärung für die Regression […], er zeigte auf, daß an der Entwicklung zum schwierigen Kind auch eine lieblose Mutter, freudlose Säuglings- und Kinderjahre schuld sein konnten.“

1923 allerdings bekommt er kein Gehalt. Seine 1930 publizierte Monographie Grundlagen und Entwicklungsgeschichte der kindlichen Neurose, beruhend auf Beobachtungen und Erfahrungen in seinem Kindersanatorium, fand große Anerkennung, insbesondere in der heilpädagogischen und kinderpsychiatrischen Fachwelt. So lobte der Psychiater Werner Villinger (zu dessen späterer „Beteiligung an der Euthanasie-Aktion T4“ siehe ) das Werk mit folgenden Worten:

„Was dem Buch seinen besonderen Reiz und seinen wissenschaftlichen Wert verleiht, ist die Mitteilung eines großen und gut studierten Materials, die sachliche, nüchterne, nicht an Schulmeinungen gebundene Auswertung dieses Materials und die heilpädagogische Grundeinstellung, die das Ganze durchzieht.“

Mit Beginn der Nazi-Diktatur überschattete die NS-Rassenpolitik sein Leben und Wirken zusehends. 1935 wurde ihm die Lehrbefugnis an der Universität München und die Approbation entzogen, 1937 verkaufte er sein Kindersanatorium zu einem Spottpreis an das Deutsche Rote Kreuz. In letzter Minute gelang ihm und seiner Ehefrau die Emigration in die USA. Tochter Renate, die eine Ausbildung zur Säuglingsschwester in Großbritannien absolvierte, folgte den Eltern im April 1939.
Unmittelbar nach seiner Emigration gab er noch zusammen mit weiteren vier Fachmännern der Heilpädagogik und Jugendpsychiatrie, unter anderem mit Heinrich Hanselmann, das Lehrbuch der Psychopathologie des Kindesalter für Ärzte und Erzieher heraus, das im Schweizer Rotapfel-Verlag erschienen ist. Das Lehrbuch versuchte das Gesamtgebiet der Psychopathologie des Kinderalters darzustellen. Es wandte sich nicht nur an Ärzte und Erzieher, ebenso an Heilpädagogen, Fürsorger, Psychiater, allgemein an alle Berufsgruppen, die es mit schwierigen Kindern zu tun hatten. Erich Benjamins Beitrag befasste sich mit Psychopathie und Neurose. Der Autor nahm auch Stellung zu dem damals wichtigen Aspekt der Erblichkeit und betonte dabei die Wichtigkeit der Lehre von den Erziehungsfehlern:

„Bei Besprechungen der Fragen, die sich mit der Erblichkeit beschäftigen, kommt aber schließlich noch ein Gesichtspunkt in Betracht, der mit wissenschaftlichen Erwägungen nichts zu tun hat, der aber doch hervorgehoben werden muß. Die meisten Unterhaltungen mit den Eltern schwieriger Kinder enden mit der Bemerkung, daß dieser oder jener Schaden auf ‚erblichem Boden‘ beruht und daß daher eine Verantwortung hierfür abgelehnt werden muß. In manchen Fällen mag eine solche Argumentation richtig sein, aber sie führt zu einem pädagogischen Nihilismus, der auf das Entschiedenste abzulehnen ist. Wir sollten den Erziehern gegenüber immer betonen, daß unsere Kenntnisse auf diesem Gebiet noch lückenhaft sind und daß daher mit der Möglichkeit zu rechnen ist, daß wir durch günstige erzieherische Einwirkungen weitgehend die Entwicklung eines Kindes beeinflussen können. Die Lehre von den Erziehungsfehlern tritt also mit Recht in den Mittelpunkt des Gesamtproblems vom schwierigen Kind.“

In der neuen Heimat fand der Emigrant Hilfe bei Leo Kanner. Trotzdem gelang ihm nicht mehr der gewünschte Anschluss. Im März 1940 schrieb Erich Benjamin resignativ und voraussehend an seinen Neffen Max Günther:

„Das Thema: ‚Erich B. und die deutsche Nation‘ ist nun allerdings nicht mehr aktuell, da wir hinausgeworfen worden sind und als Staatenlose ein kastriertes Dasein fristen. aber ich kann nur sagen, daß ich dieser ‚Bande‘ alles Gute wünsche und ich weiß ganz genau, daß dieser fromme Wunsch später oder früher in Erfüllung gehen wird. Unter ‚Bande‘ verstehe ich dabei nicht nur die Repräsentanten, sondern alle, alle!! Sie werden zweifellos das Abendland ruinieren […], aber unter den Trümmern werden sie selbst begraben werden.“

Der Kinderpsychiater und Wissenschaftler hatte nur noch kurzzeitige Anstellungen an der State Training School in Warwick und am Johns Hopkins Hospital in Baltimore gefunden. Erich Benjamin publizierte noch einige Artikel und hielt mehrere Vorträge. Anfang 1939 erschien in der Schweizer Zeitschrift für Kinderpsychiatrie seine erste Veröffentlichung seit der Emigration. Darin untersuchte Erich Benjamin die pathologischen Erscheinungsformen der Trotzperiode und deren Prognose. Dabei ergab ein Vergleich der Symptome amerikanischer Kinder und der von ihm in Deutschland untersuchten Kinder keine wesentlichen Unterschiede. Er kam zu folgendem Fazit:

„Das bemerkenswerteste Ergebnis unserer Studie liegt in der Feststellung, daß zwischen den Erscheinungsformen der Trotzperiode in Amerika und in Deutschland keinerlei Unterschiede vorhanden sind […] Die Trotzperiode ist also ‚unabhängig von dem kulturellen Gesamtniveau‘ oder der ‚rassischen‘ Zusammensetzung eines Volkes. Sie hat auch mit der in einem Lande ‚üblichen Erziehungsmethode‘ nichts zu tun.“

Obwohl er noch mit Publikationen und Vorträgen an die Öffentlichkeit trat, ließen ihn die Vernichtung seiner wirtschaftlichen und sozialen Existenz sowie die Perspektivlosigkeit verzweifeln. Erich Benjamin beging im Alter von 63 Jahren vermutlich Selbstmord. Er wurde tot in der Wohnung aufgefunden – im Arzneischrank fehlten die Schlaftabletten. Seine Ehefrau Lili verzichtete auf eine nähere Untersuchung der Todesumstände, wohl um in der Öffentlichkeit den Selbstmord nicht auch noch rechtfertigen zu müssen.
Erich Benjamin wurde auf dem jüdischen Friedhof von Baltimore beigesetzt.

## Nach dem Tod

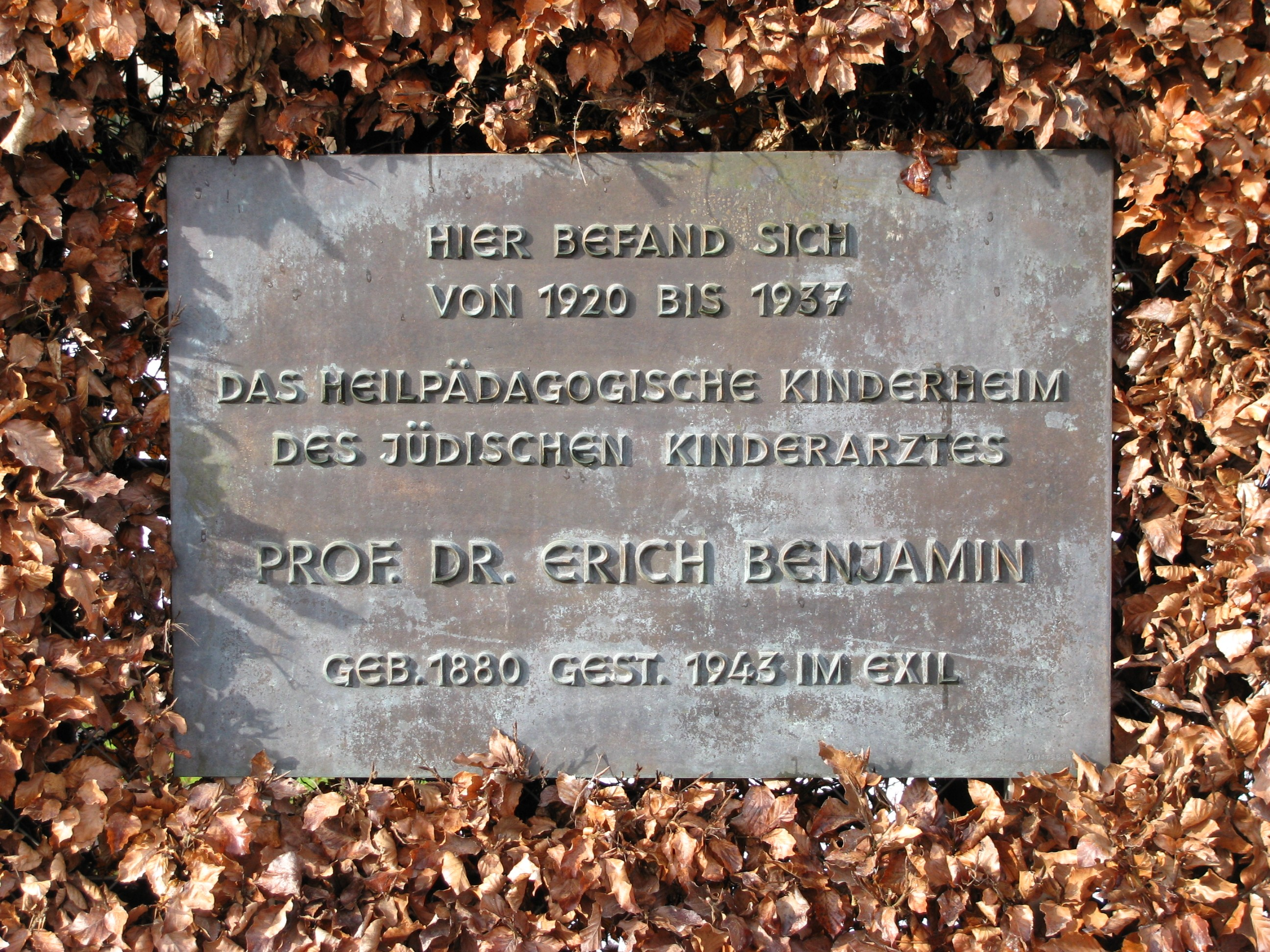
Gedenktafel

Seine Witwe, die 1946 wieder nach Deutschland zurückkehrte, ersuchte um Rückerstattung des Vermögens. Ende 1949 erhielt sie eine Entschädigung für den ehemaligen Millionenbesitz (den 1940 die Schwestern des Klosters Maria-Stern in Augsburg vom DRK gekauft hatten) in Höhe von (lächerlichen) 35.000 Mark. Auch eine Hinterbliebenenfürsorge wurde ihr nicht zugesprochen. Sie wurde lediglich mit einer bescheidenen finanziellen Summe von der Wiedergutmachungsbehörde unterstützt. Lili Benjamin starb 1966 in München.
Heute erinnert eine Gedenktafel an der ehemaligen Kinderklinik in Zell-Ebenhausen an Erich Benjamin. Diese wurde am 21. Juni 1993 feierlich enthüllt. Eine Straße in Schäftlarn heißt seit 1999 Prof.-Benjamin-Allee. Ferner wurde eine Stiftung für Kinder in Not nach ihm benannt.

## Werke (Auswahl)
- Grundlagen und Entwicklungsgeschichte der kindlichen Neurose. Leipzig 1930.
- Die Krankheit der Zivilisation. München 1934.
- Lehrbuch der Psychopathologie des Kindesalter für Ärzte und Erzieher. Erlenbach-Zürich/Leipzig 1938.
- Beiträge zur Pathologie der Trotzperiode und ihrer Prognose. In: Zeitschrift für Kinderpsychiatrie. 1939, S. 161–169.